# 8897 Defelice
8897 Defelice este un asteroid din centura principală de asteroizi.

## Descriere
8897 Defelice este un asteroid din centura principală de asteroizi. A fost descoperit pe 22 septembrie 1995 la observatorul astronomic Santa Lucia din Stroncone. Asteroidul prezintă o orbită caracterizată de o semiaxă mare de 2,39 ua, o excentricitate de 0,14 și o înclinație de 5,8° în raport cu ecliptica.